# Chołmy
Chołmy (ukr. Холми) – osiedle typu miejskiego na Ukrainie, w obwodzie czernihowskim, w rejonie koriukowskim, siedziba hromady. W 2001 liczyło 3256 mieszkańców, spośród których 3202 wskazało jako ojczysty język ukraiński, 46 rosyjski, 3 białoruski, 1 gagauski, a 4 inny.